# Vigor FC
Vigor Football Club byl italský fotbalový klub, sídlící ve městě Turín z kraje Piemont.
Klub byl založen v 5. května 1908. První zápasy hráli na hřišti Piazza d'Armi. Tady hráli do roku 1914, kdy otevřeli nový stadion Campo dietro l'Ospizio di Carità di Via Po. První oficiální turnaj odehráli v sezoně 1910/11 a to Terza Categoria (3. ligu). Velkého úspěchu zaznamenal v sezonách 1913/14 a 1914/15, když hrál nejvyšší ligu. Během velké války se v roce 1916 tento malý klub z Turína rozhodl že se sloučí s jiným klubem z města a to US Torinese.